# Big Flats (town, New York)
Pour les articles homonymes, voir Big Flats.
Big Flats est une ville située dans le comté de Chemung, dans l' État de New York, aux États-Unis. En 2010, elle comptait une population de 7 731 habitants, estimée au 1er juillet 2016 à 7 768 habitants.

## Démographie
Lors du recensement de 2010, la ville comptait une population de 1 695 habitants. Elle est estimée, en 2016, à 7 768 habitants.